# SN 2002bd
SN 2002bd – supernowa odkryta 15 lutego 2002 roku w galaktyce A105535-0542. W momencie odkrycia miała maksymalną jasność 23,10m.